# Славена (певица)
Вижте пояснителната страница за други личности с името Славена.
Славена Шуганова, по-известна само като Славена, е българска попфолк певица. Популярна е с хитовете си „Разпродажба на мечти“, „Черен гарван“, „Жиголо“, „Опасни играчки“, „Ад на токчета“, „Точно ти“, „Нацелувана“, „Колко лоша бях“, „Бумеранг“ и „Его“ (в дует с Ивена).

## Кратка биография
Родена е на 19 юли 1986 г. в град Стара Загора. Завършва Музикалното училище „Филип Кутев“ в Котел в класа на Ваня Ангелова (пиано), а също така взема уроци по пеене от вокалния педагог Катя Вълчанова и изучава хореография под ръководството на Йовчо Георгиев.
През 2011 г. Славена участва в лятното турне на Фен ТВ във Велико Търново и Перник.

## Дискография

### Студийни албуми
- Отблизо (2010)